# صوت الناقوس
صوت الناقوس رساله ای در علم موسیقی نوشته محمد عثمان قیس رامپوری است، بنابر منابع کتاب شناسی  نخستین بار در سال 1278 هجری قمری – 1861 میلادی- در 15 صفحه در رامپور به چاپ رسیده است و بیش از هفت بار تجدید چاپ گردیده است و نسخه ی مـتأخر آن مربوط به سال 1360 هجری قمری- 1981 میلادی – در مجله تحقیقات فارسی (دهلی) است، حتی فقیرالله سیف خان همراه کتاب راگ درپن که ترجمه ی فارسی مان کتوهل است، این رساله را دوباره به چاپ رسانده است. در کتاب الثقافة الاسلامیه فی الهند، تألیف عبدالحی الحسنی در فصل مصنفاتهم فی الموسیقی آمده است: ... صوت الناقوس بالفارسی رسالة فی الموسیقی لمحمّد عثمان قیس ....
صوت الناقوس رساله کوتاهی در مورد موسیقی هند و ایران است محمد عثمان قیس در مقدمه به منابع پیشین، مانند تحفة الهند اثر میرزا خان (قرن هفدهم)  اشاره کرده است. نویسنده پس از بحث در مورد مفاهیم اساسی مانند لحن و ایقا به ردیابی تاریخی مقام‌ها (شیوه‌های) موسیقی ایرانی می‌پردازد. نیمه دوم کار بررسی کوتاه امّا فشرده ای از راگاهای موسیقی هندی را در بر می گیرد و به بررسی شش راگا اصلی موسیقی کلاسیک هند و همچنین راگنی (همسران) و پوتراها (پسران) مرتبط با آنها  می پردازد. شعری از بدر چاچ (متوفی 1346 میلادی) زمان‌های مناسب برای اجرای هر یک از  دستگاه های موسیقی فارسی را ارائه می دهد.
این رساله در سال 1402 خورشیدی با مقدمه، حواشی و تصحیح عسگر بهمن یار توسط انتشارات امید سخن در تهران به چاپ رسیده است.

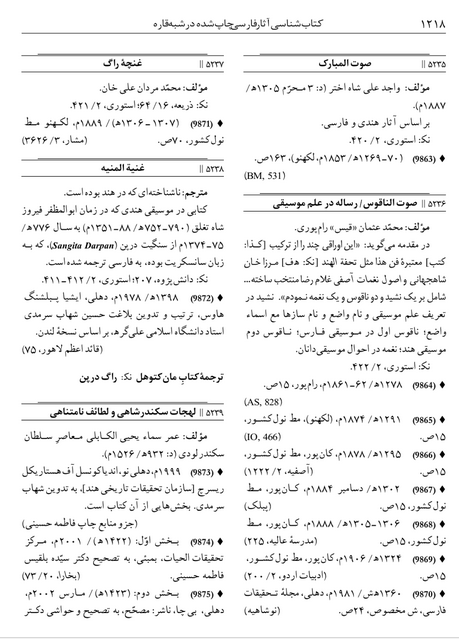
جزئیات این رساله در کتاب شناسی آثار فارسی چاپ شده در شبه قاره، عارف نوشاهی، نشر مکتوب